# Казелле-Лурані
Казелле-Лурані (італ. Caselle Lurani) — муніципалітет в Італії, у регіоні Ломбардія, провінція Лоді.
Казелле-Лурані розташоване на відстані близько 460 км на північний захід від Рима, 20 км на південний схід від Мілана, 14 км на захід від Лоді.
Населення — 3060 осіб (2014).

## Демографія
Населення за роками:

Станом на 1 січня 2023 року в муніципалітеті офіційно проживало 395 іноземців з 35 країн, серед них 167 громадян країн Євросоюзу та 20 громадян України.

## Уродженці
- Джованні Лодетті (*1942) — відомий у минулому італійський футболіст, півзахисник.

## Сусідні муніципалітети
- Баскапе
- Казалетто-Лодіджано
- Кастірага-Відардо
- Марудо
- Салерано-суль-Ламбро
- Валера-Фратта